# 下麻生駅
下麻生駅（しもあそうえき）は、岐阜県加茂郡川辺町上川辺にある東海旅客鉄道（JR東海）高山本線の駅。

## 歴史
- 1922年（大正11年）11月25日：高山線（1934年に高山本線へ改称）が美濃太田駅から延伸した際に、その終着駅として開業。旅客及び貨物の取扱を開始[2]。
- 1924年（大正13年）3月20日：高山線が上麻生駅まで延伸し、途中駅となる。
- 1961年（昭和36年）8月1日：貨物の取扱を廃止[2]。
- 1984年（昭和59年）2月1日：荷物扱い廃止[2]。
- 1985年（昭和60年）4月1日：無人駅化[3]。
- 1987年（昭和62年）4月1日：国鉄分割民営化により、東海旅客鉄道の駅となる[2]。
- 2003年（平成15年）3月：簡易駅舎に改築。

## 駅構造
単式ホーム1面1線、島式ホーム1面2線、計2面3線のホームを持つ地上駅。1985年無人化された。無人化後も大正時代に建てられた木造駅舎が残っており待合室として機能していた（出札口の跡は壁となってトイレが設けられていた）が、その後小さな建物へ建替えられ駅周辺にトイレがない。2つのホームは跨線橋で連絡している。美濃太田駅管理。
1番線と2番線との分岐は、高速通過(110km/h)可能な両開き分岐器（Y字ポイント）に取り換えられている。

### のりば
| 番線 | 路線        | 方向 | 行先               |
| ---- | ----------- | ---- | ------------------ |
| 1    | CG 高山本線 | 下り | 下呂・高山方面     |
| 2・3 | CG 高山本線 | 上り | 美濃太田・岐阜方面 |

- 毎日上下1本ずつ、当駅 - 岐阜駅間の列車が運行されており3番線で折り返す。これ以外にも3番線発着の上り列車が2本、下り列車が1本存在している[注釈 2]。

## 駅周辺
製紙工場があるほかは、住宅地である。
- 大豊製紙
- 川辺町立川辺北小学校
- 川辺町学校給食センター
- 川辺北部公民館
- 高山陣屋下川辺出張陣屋
- 川辺麻生郵便局
- 飛騨川
- 国道41号

## バス路線
- 川辺町福祉バス

## 隣の駅
東海旅客鉄道（JR東海）
CG 高山本線
中川辺駅 - 下麻生駅 - 上麻生駅